# Burg Rode
Die Burg Rode ist eine Höhenburg in der Stadtmitte von Herzogenrath in der Städteregion Aachen. Sie befindet sich nur wenige hundert Meter von der Grenze zum niederländischen Nachbarort Kerkrade. Der Verein „Burg Rode Herzogenrath e. V.“ führt regelmäßige Veranstaltungen wie Konzerte, Mundartabende, Ausstellungen und Kabarett in der Burg durch. Das traditionelle Burgfest findet im Juni statt. Ferner werden Burgführungen angeboten und das Standesamt Herzogenrath führt dort regelmäßig Trauungen durch.

## Geschichte
1104 wurde Herzogenrath erstmals urkundlich erwähnt in den Annales Rodenses des Klosters Rolduc als Burgsiedlung der Grafen von Saffenberg „Castrensis Viculis“. Die Burg ist Grenzfestung und Zollburg in einem. Sie kam durch Heirat der Mathilda von Saffenberg 1136 als Mitgift zum Herzogtum Limburg. Das Wurmufer bildete sowohl die Grenze Limburgs zum Herzogtum Jülich innerhalb des Heiligen Römischen Reichs als auch die Bistumsgrenze. So gehörte das Gebiet des burgseitigen Wurmufers um 1136 zum Bistum Lüttich, während die Pfarrei Afden in der Unterstadt zum Erzbistum Köln gehörte. 
An Herzogenrath vorbei verlief in Höhe des heutigen Rathauses in römischer Zeit die Via Belgica, welche schnell zu einer wichtigen Handelsstraße wurde. Diese verlief von Köln aus kommend über Herzogenrath, Heerlen, Maastricht, Tongeren bis Boulogne sur Mèr bzw. Amiens. Im frühen Mittelalter wurde die alte Trassenführung über Übach-Palenberg jedoch aufgegeben und stattdessen durch Herzogenrath umgeleitet. 
Wie wichtig die Zollstelle in Herzogenrath war, kann man an zwei Faktoren erkennen:
Zum einen wurde die Abtei Rolduc, die unmittelbar neben der Festung Rode liegt, Stammkirche der Herzöge von Limburg, zum anderen existieren noch Steuerlisten des Herzogtums Brabant, die Auskunft über Einnahmen aus den beiden seit 1288 in Personalunion regierten Herzogtümern gaben. Diese zeigen auch, dass in Herzogenrath über 3300 Goldgulden pro Jahr gemacht wurden, was die übrigen Zollstellen des Landes weit übertraf. 

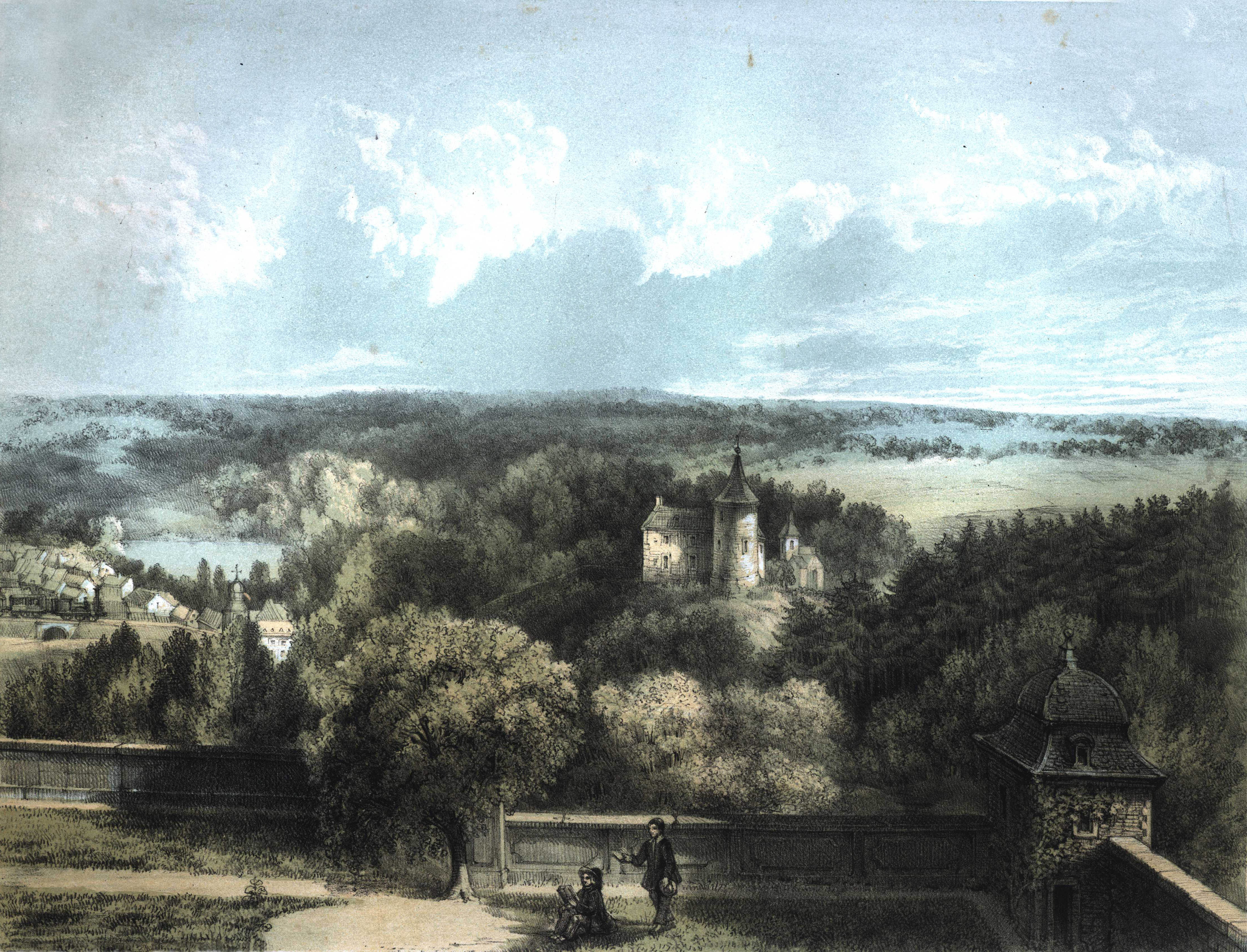
Burg Rode und Herzogenrath, von der Abtei Rolduc aus gesehen, um 1850

Vor allem angesichts der Schlacht von Worringen 1288 kann davon ausgegangen werden, dass die Zollstelle in Herzogenrath beim Limburgischen Erbfolgekrieg eine wesentliche Rolle gespielt hat. Diese These vertreten vor allem Johannes Becker und Stefan Becker vom Burg Rode Verein und führen als Beleg u. a. die im Vorfeld der Schlacht von Worringen unternommenen Bestrebungen der Brabanter an, die Burg Rode einzunehmen. Diese versuchten in mehreren Anläufen zuletzt 1283 die Burg Rode einzunehmen. Nachdem alle Bemühungen, die stark ausgebaute Feste selbst einzunehmen, gescheitert waren, brachte der Erbfolgestreit um das Haus Limburg für die Brabanter eine glückliche Wende. Zudem verweisen Johannes und Stefan Becker auf die oben genannten Zolleinnahmen in Brabanter Zeit, die deutlich aufzeigten, wie enorm wichtig die Zollstätte für den jeweiligen Besitzer war. Die Ausbaustufen der Burg hin zu einer Feste erster Klasse sprächen indes ebenfalls für die Wichtigkeit der Burg. 
1282 wurde der Name Herzogenrath unter der Bezeichnung „s’Hertogenrode“ („des Herzogs Rodung“) erstmals urkundlich belegt. Nach dem Ende des Herzogtums Limburg und der damit verbundenen Schlacht von Worringen ging Burg Rode in den Besitz der Herzöge von Brabant über. Die Burgherren und Droste von Herzogenrath waren auch die Herren der Burg Alsdorf.
1150 wurde als erster Ritter Gottfried von Laufenberg (Lovenberg), der Mann von Adelheidis von Merode, urkundlich erwähnt. 1229 war Ritter Harper von Laufenberg (Lovenberg), „dictus Mule castelanus ostri et dapifer de Rode“, Burggraf und Drost des Brabanter Landes Herzogenrath, von 1320 bis 1342 ein Harper, Mule von Laufenberg (Lovenberg).
Zeitweise an das Herzogtum Jülich verpachtet, gehörte die Burg von 1544 bis zur französischen Besetzung 1794 für 250 Jahre zu den Habsburgischen Niederlanden. 
Mit der Grenzziehung durch den Wiener Kongress 1815 fiel Burg Rode an Preußen und wurde erstmals von Kerkrade und dem Kloster Rolduc getrennt. Heute verläuft die Landesgrenze, die sich ursprünglich an den Außenbereichen von Herzogenrath befand, zwischen den Städten Kerkrade und Herzogenrath.
Die Burg, welche im 20. Jahrhundert in historisierenden Formen wiederhergestellt wurde, diente zwischen 1913 und 1978 als Rathaus der Stadt Herzogenrath.